# 801 TCN
801 TCN là một năm trong lịch La Mã.